# Winietowanie

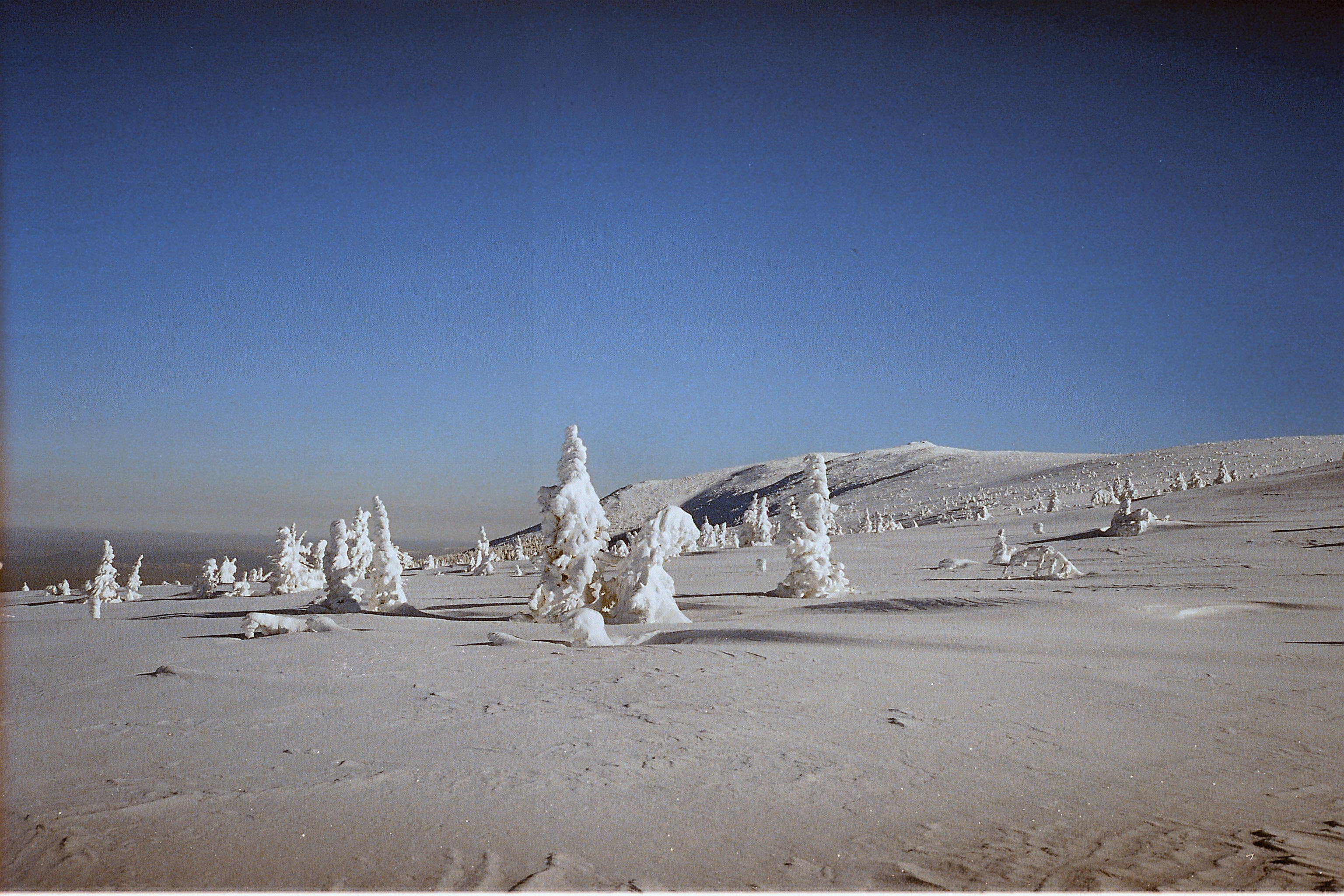
Winietowanie na przykładzie zdjęcia wykonanego aparatem Olympus μ[mju:]-II w warunkach bardzo silnego oświetlenia

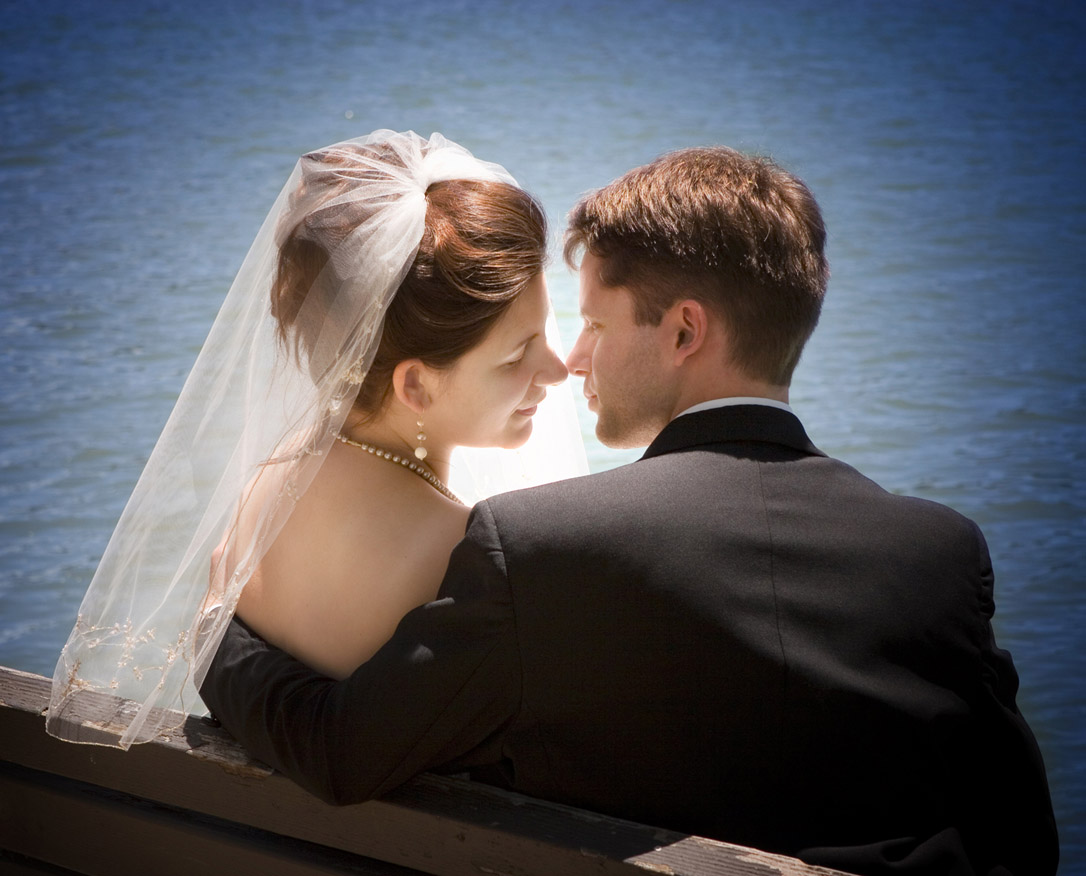
Winietowanie niekiedy bywa dodawane do obrazu w celu zwrócenia uwagi na centrum kadru

Winietowanie – wada obrazu uzyskiwanego w urządzeniu optycznym polegająca na niedoświetleniu brzegów kadru, spowodowana niedoskonałością optyki urządzenia, zakłóceniem brzegów toru optycznego innymi elementami urządzenia lub też wywołana nieodpowiednim oświetleniem. W niektórych przypadkach winietowanie jest celowo wprowadzanym efektem artystycznym, mającym zwrócić uwagę na centralną część kadru.

## Przyczyny zjawiska

### Jakość optyki urządzenia
- Użycie aparatu fotograficznego ze słabej jakości obiektywem, w ekstremalnych przypadkach przyciemnienie obrazu może wystąpić nie tylko w rogach, ale nawet wokół całości kadru.
- Użycie obiektywu przy całkowicie otwartej przysłonie (szczególnie dotyczy to obiektywów jasnych, a także krótkoogniskowych) – w tej sytuacji zdarza się, że nawet producenci najlepszych obiektywów lojalnie informują o wysokim poziomie winietowania.
- Użycie pierścieni pośrednich z niektórymi obiektywami.
- Użycie obiektywów o mniejszym polu krycia niż wymagane (zob. pole obrazowe obiektywu), cyfrowych (oznaczenie D, DA, DT lub DX) w aparatach małoobrazkowych czy małoobrazkowych w aparatach średnioformatowych.

### Niewłaściwe oświetlenie
- Użycie lampy błyskowej o zbyt wąskim kącie padania światła w stosunku do kąta widzenia obiektywu (źle dobrana lampa o stałym kącie lub źle ustawiona lampa o kącie regulowanym).

### Przysłonięcie brzegów kadru
- Nieodpowiednia (za długa w stosunku do ogniskowej) osłona obiektywu.
- Niepoprawnie założona (obrócona) osłona przeciwsłoneczna w obiektywie szerokokątnym.
- Założenie na obiektyw nieodpowiedniego filtru (zbyt wystającego do przodu) lub założenie na obiektyw zbyt dużej liczby filtrów – im krótsza ogniskowa, tym większe ma to znaczenie – najczęściej ma to miejsce w przypadku stosowania filtru polaryzacyjnego wraz z innym filtrem np. ocieplającym.

## Sposoby redukcji winietowania
Poza unikaniem przyczyn podanych wyżej, istnieją jeszcze inne sposoby redukcji winietowania.
W przypadku winietowania spowodowanego samą optyką obiektywu, efekt winietowania maleje wraz ze wzrostem przysłony, a w obiektywach zmiennoogniskowych efekt winietowania maleje wraz ze wzrostem ogniskowej.
Winietowanie można próbować kompensować odpowiednim doświetleniem brzegów planu, specjalnym filtrem szarym z ciemnym środkiem i jasnym brzegiem lub, w przypadku obrazu w formie cyfrowej, korygować w odpowiednim programie graficznym.